# Sergio Huidobro
Sergio Huidobro Justiniano (* 25. Dezember 1921 in Santiago de Chile) ist ein ehemaliger chilenischer Konteradmiral und Diplomat. Während der Militärdiktatur unter Pinochet war er Befehlshaber der Marineinfanterie (Infantería de Marina) und später chilenischer Botschafter in der Volksrepublik China.

## Leben

### Militärische Laufbahn und Aufstieg zum Konteradmiral
Sergio Huidobro trat nach Ende seines Schulbesuchs 1942 als Seekadett in die Marine (Armada de Chile) ein und fand danach verschiedene Verwendungen als Offizier in Marineeinheiten, ehe er 1955 einen Lehrgang für Marineinfanterie beim US Marine Corps auf der Marine Corps Base Quantico besuchte. Im Anschluss wurde er bei der Militärmission in Washington, D.C. eingesetzt und absolvierte danach einen Lehrgang für Kommandeure und Generalstabsoffiziere auf dem US Army-Stützpunkt in Fort Benning. Nach seiner Rückkehr nach Chile tat er wiederum Dienst als Truppenoffizier, ehe er sich zwischen 1965 und 1968 erneut auf Auslandseinsätzen beim US Southern Command in der Panamakanalzone befand. Später absolvierte er noch einen Lehrgang für Marineausbildung auf der Naval Station Norfolk der US Navy und war zuletzt Kapitän zur See sowie designierter Befehlshaber der Marineinfanterie.
Nach seiner Beförderung zum Konteradmiral wurde Huidobro 1971 als Nachfolger von Konteradmiral Luís Urzúa Merino zum Befehlshaber der Marineinfanterie (Infantería de Marina) ernannt und verblieb auf diesem Posten bis zu seinem Eintritt in den Ruhestand 1975.

### Beteiligung am Militärputsch
Nach dem Wahlsieg von Salvador Allende bot Huidobro zusammen mit anderen strikt antikommunistischen Offizieren seinen Rücktritt an, um nicht einer marxistischen Regierung dienen zu müssen. Daraufhin lud ihn der damalige Oberbefehlshaber der Marine, Admiral Fernando Porta Ángulo, zu einem Gespräch ein und konnte den Rücktritt dadurch abwenden, dass er ein Treffen zwischen dem neugewählten chilenischen Staatspräsidenten und hochrangigen Offizieren vereinbarte. Dieses geheime Gespräch mit Allende fand am 12. September 1970 unter der Teilnahme von Marine-Oberbefehlshaber Porta und dem Generaldirektor für Marinedienste, Vizeadmiral José Toribio Merino, als zweithöchstem Flaggoffizier statt. Weitere Teilnehmer waren unter anderem der designierte Innenminister José Tohá González, der Senator und langjährige Generalsekretär der Kommunistischen Partei Luis Corvalán, der Senator und Schriftsteller Volodia Teitelboim, Jorge Insunza Becker, Manuel Mandujano und Jorge Molina Valdivieso. Admiral Porta verließ das Treffen in der Erwartung, dass der Präsident früher oder später mit der Kommunistischen Partei brechen würde, und konnte Merino und andere regierungskritische Offiziere wie Huidobro zunächst zum Verbleib bewegen. Drei Jahre später wurde er von denselben Akteuren entmachtet und aus dem Amt gedrängt, weil er sich an ihren Putschplänen nicht beteiligen wollte.
Huidobro bezog in der Zeit der Linksregierung von Anfang an eine offen ablehnende Haltung gegenüber Präsident Allende. Als enger Vertrauter des damaligen Befehlshabers der Marinezone 1 in Valparaíso und späteren Oberbefehlshabers der Marine, Vizeadmiral José Toribio Merino, war er 1973 in die Vorbereitung des Militärputsches von General Augusto Pinochet eingeweiht. Die Handlungen Merinos und Huidobros unmittelbar im Vorfeld des Militärputsches werden von Patricia Verdugo wie folgt beschrieben:
„In dieser Nacht von Samstag, dem 8. August 1973, kam es zu einem Schlüsselereignis: eines jener Ereignisse, die den Lauf der Geschichte verändern, indem sich zwei Menschen zu einer Lüge verabreden. Huidobro fasste damals den Entschluss, ein gewagter Schritt. Er ließ aus der Hauptstadt den Kapitän zur See Ariel González kommen, den Chef des Nachrichtendienstes im Generalstab. Sehr spät in der Nacht brauten sie die Lügen zusammen, die den Admiralen bei ihrem sonntäglichen Treffen aufgetischt werden sollten. Ja, würden sie bei diesem Treffen sagen, sie seien am Abend zuvor bei einer Versammlung in Santiago de Chile gewesen, bei der Heer und Luftwaffe vereinbart hätten, dass der Putsch am Dienstag, den 11., um 6 Uhr morgens stattfinden sollte. So einfach war das. Wie zwei Kinder, die eine Geschichte erfinden, um etwas von ihren Eltern zu bekommen. Nur ging es in diesem Fall nicht um Kindereien. Es waren zwei erwachsene Männer, die logen, um eine bewaffnete Aktion mit schwer wiegenden Folgen auszulösen. Und so kam es zu der Versammlung. Die Admirale hörten den Bericht von Huidobro. Einer der Admirale fragte Merino, ob er an den Gesprächen teilgenommen hätte. Merino sah Huidobro an, und der bat ohne zu erröten um die Erlaubnis, den Kapitän zur See Ariel González in den Raum zu rufen. Niemand wagte es, an den Worten des Geheimdienstchefs zu zweifeln. Dann stellte sich die Frage, wer nach Santiago de Chile fahren und die Vereinbarung seitens der Marine abschließen sollte. Die volle Verhandlungsvollmacht wurde Admiral Huidobro erteilt.“
‚Y fue esa noche del sábado 8 de agosto cuando ocurrió un episodio clave, de aquellos que marcan el curso de la historia a partir de dos seres humanos que pactan decir una mentira. Huidobro decidió, entonces, un movimiento audaz. Hizo venir desde la capital, con carácter urgente, al capitán de Navío Ariel González, jefe de Inteligencia del Estado Mayor de la Defensa. Ya muy tarde en la noche urdieron la mentira para la reunión dominical de los almirantes. Sí, les dirían que ambos habían ido esa noche a una reunión en Santiago, en la cual el Ejército y la Fuerza Aérea habían acordado que el golpe sería el martes 11, a las seis de la mañana. Así de simple. Como dos niños que inventan una historia para conseguir algo de sus padres. Sólo que en este caso, no había puerilidad. Eran dos adultos que mentían para gatillar una acción armada de graves consecuencias. Y llegó la reunión. Los almirantes escucharon el informe de Huidobro. Uno de ellos, preguntó a Merino si había participado de las conversaciones. Merino miró a Huidobro y éste, sin siquiera ruborizarse, pidió autorización para hacer ingresar a la sala al capitán de Navío, Ariel González. Nadie osó dudar de la palabra del jefe de Inteligencia. Vino entonces la pregunta. ¿Quién iría a Santiago a ultimar el acuerdo por la parte de la Armada? Se le dieron plenos poderes al almirante Huidobro.‘
Der Chef des Generalstabes der Marine, Vizeadmiral Patricio Carvajal Prado, hatte sich allerdings bereits auf den Weg nach Santiago de Chile begeben, um mit den Chefs der anderen Teilstreitkräfte die Einzelheiten der Beteiligung an dem Putsch zu besprechen.
Am 9. September 1973 überbrachte Huidobro zusammen mit dem Chef des Marinenachrichtendienstes, Kapitän zur See Ariel González, einen von Merino unterzeichneten Brief an den Oberbefehlshaber des Heeres, General Pinochet, sowie an den Oberbefehlshaber der Luftwaffe, Generalleutnant Gustavo Leigh, in dem der Termin für den Staatsstreich auf den 11. September 1973 festgelegt wurde. 
In dem Brief hieß es:
„9. September 1973. Gustavo und Augusto. Auf mein Ehrenwort ist Tag H der 11. um 6.00 Uhr. Wenn Sie diesen Termin nicht mit allen von Ihnen in Santiago kommandierten Kräften einhalten können, erläutern Sie das bitte auf der Rückseite. Admiral Huidobro ist autorisiert, mit Ihnen zu verhandeln und alle Themen zu besprechen. Es grüßt Sie in Zuversicht und Verständnis, Merino.“ Auf der Rückseite des Schreibens fügte Merino hinzu: „An Gustavo: Es ist die letzte Gelegenheit. J.T. Augusto: Wenn du nicht alle Kräfte von Anfang an in Santiago konzentrierst, werden wir die Zukunft nicht mehr erleben. Pepe.“
‚9 de septiembre de 1973. Gustavo y Augusto. Bajo mi palabra de honor, el día H será el 11 y la hora, las 06.00. Si Uds. no pueden cumplir esta fase con el total de las fuerzas que mandan en Santiago, explíquenlo al reverso. El Almte. Huidobro está autorizado para tratar y discutir cualquier tema con Uds. Los saluda con esperanza y comprensión, Merino. A Gustavo: es la última oportunidad. J.T.. Augusto: Si no pones toda la fuerza de Santiago desde el primer momento, no viviremos para ver el futuro. Pepe.‘
Die von Huidobro zu Merino überbrachte Rückantwort trug die Unterschriften Leighs und Pinochets sowie Pinochets Siegel als Oberbefehlshaber des Heeres.
Im Verlauf des Putsches vom 11. September 1973 sorgte Huidobro für die persönliche Sicherheit Admiral Merinos und seiner Offiziere durch eine Kompanie Marineinfanteristen, die den Befehlshaber während der kritischen Momente abschirmte und in das Hauptquartier der Putschisten eskortierte.
Huidobro blieb bis 1975 Befehlshaber der Marineinfanterie und trat dann in den Ruhestand. Sein Nachfolger wurde Konteradmiral Sergio Cid Arraya. Huidobro fungierte zugleich auch als Kabinettschef von Admiral Merino, der neben seiner Funktion als Oberbefehlshaber auch Mitglied der Regierungsjunta war.

### Diplomatische Mission in China
1977 wurde Sergio Huidobro zum Botschafter Chiles in der Volksrepublik China ernannt.

### Nachspiel
Im November 2000 kam es zu Protesten im Hafen von Valparaíso. Dabei warf der sogenannte FUNA-Ausschuss (Comisión Funa), eine Gruppe linker Menschenrechtsaktivisten, zahlreichen ehemaligen Marineoffizieren vor, während der Pinochet-Diktatur für Inhaftierungen und Folterungen auf den in der Marinebasis Valparaíso stationierten Schiffen La Esmeralda, Lebu und Maipo verantwortlich gewesen zu sein. Sie berief sich auf den von der chilenischen Wahrheitskommission (Comisión de Verdad y Reconciliación Nacional) unter Vorsitz von Raúl Rettig verfassten Rettig-Bericht und weitere Berichte der Organisation Amerikanischer Staaten (OAS), Amnesty International und des US-Senats. Zu den Beschuldigten gehörten neben Konteradmiral Huidobro auch Vizeadmiral Adolfo Walbaum Wieber, damals Befehlshaber der Marinezone 1, Vizeadmiral Pablo Weber Munnich, Befehlshaber der Flotte, sowie Konteradmiral Hugo Cabezas Videla, Chef des Generalstabes der Marine, sowie zahlreiche weitere hochrangige Offiziere.

## Familie
Aus seiner Ehe mit Maríana Medel de la Barra ging ein Sohn hervor.

## Veröffentlichungen
- Decisión naval, 1989